# Lặc Khắc Đức Hồn
Lặc Khắc Đức Hồn (chữ Hán: 勒克德浑, tiếng Mãn: ᠯᡝᡴᡩᡝᡥᡠᠨ, chuyển tả: Lekdehun, 25 tháng 6 năm 1629 - 4 tháng 5 năm 1652) là một hoàng thân của nhà Thanh trong lịch sử Trung Quốc, người thừa kế 1 trong 12 tước vị Thiết mạo tử vương.

## Cuộc sống
Lặc Khắc Đức Hồn sinh vào giờ Thìn, ngày 5 tháng 5 (âm lịch) năm Thiên Thông thứ 3 (1629) trong gia tộc Ái Tân Giác La. Ông là cháu nội của Lễ Liệt Thân vương Đại Thiện, là con trai thứ hai của Dĩnh Nghị Thân vương Tát Cáp Lân. Mẹ ông là Đích Phúc tấn Nạp Lạt thị, con gái của Ô Lạp Bối lặc Bố Chiếm Thái. Năm Sùng Đức thứ 8 (1643), anh cả của ông là Đa Đạt Lễ và chú của ông là Thạc Thác vì mưu lập Đa Nhĩ Cổn mà bị xử tử, ông cũng bị liên lụy mà truất đi tư cách Tông thất.
Năm Thuận Trị nguyên niên (1644), ông được khôi phục thân phận Tông thất và phong làm là Bối lặc. Năm thứ 2 (1645), Thuận Trị Đế phong ông làm "Bình Nam Đại tướng quân", thay thế Dự Thân vương Đa Đạc đóng quân ở Giang Ninh. Vào thời điểm đó, Minh triều Lỗ vương Chu Dĩ Hải ở phía đông Chiết Giang tự xưng Giám quốc, Đại học sĩ Mã Sĩ Anh thống suất quân đội vượt sông Tiền Đường ý đồ thu phục Hàng Châu, Lặc Khắc Đức Hồn lập tức suất quân đánh bại quân Nam Minh. Tháng 11 cùng năm, Hà Đằng Giao - Hồ Quảng Tổng đốc của Hoàng đế Nam Minh Chu Duật Kiện đã thu nhận tàn dư của Lý Tự Thành, Lặc Khắc Đức Hồn cùng với Trấn quốc Tướng quân Củng A Đại lập tức mang quân đi thảo phạt.
Năm thứ 3 (1646), tháng giêng, đại quân đến Vũ Xương, ông lệnh cho Hộ quân Thống lĩnh Bác Nhĩ Huy (博尔辉) đốc binh tấn công, lần lượt đánh hạ Vũ Xương và Lâm Tương, diệt hơn ngàn quân địch. Đại quân tiếp tục đến Nhạc Châu, tướng quân nhà Minh là Hắc Vận Xương (黑运昌) đầu hàng. Đến Thạch Thủ, quân Nam Minh vượt sông xâm phạm Kinh Châu, ông phái Thượng thư Giác La Lang Cầu (郎球) dẫn theo một ngàn quân phục kích ở bờ phía Nam, đợi địch vượt sông thì tấn công tiêu diệt. Đại quân thừa dịp đêm khuya thì tiến quân thần tốc, đến rạng sáng thì đã đến dưới thành, chia làm hai cánh quân tổng tấn công vào thành, quân Thanh đại thắng, giết địch vô số. Sập tối cùng ngày, Lang Cầu cũng đại thắng mang chiến thuyền của địch trở về hội quân. Hôm sau, ông phái Trấn quốc công Ba Bố Thái dẫn quân đuổi theo địch, từ An Viễn, Nam Chương, Hỉ Phong sơn, Quan Vương lĩnh đến Tương Dương, giết được gần như toàn bộ quân Nam Minh. Đại quân tiếp tục đến Di Lăng, em trai của Lý Tự Thanh là Lý Tự Kính cùng với các Tướng quân Điền Kiến Tú, Trương Nại, Lý Hữu, Ngô Nhữ Nghĩa thống suất 5 ngàn mã bộ binh chống trả nhưng bị đánh bại. Quân Thanh thu hoạch được vô số ngựa, la và trâu. Sau khi thu quân về triều, ông được ban thưởng trăm lượng vàng, hai ngàn lượng bạc.
Năm thứ 5 (1648), tháng 9, ông được phong làm Thuận Thừa Quận vương. Ông cùng với Trịnh Thân vương Tế Nhĩ Cáp Lãng đốc quân đánh hạ Tương Đàm, bắt sống Hà Đằng Giao. Sau đó ông suất lĩnh quân Thanh tiến vào Quảng Tây, tấn công Toàn Châu, đánh hạ Vĩnh An quan (永安关). Năm thứ 7 (1650), luận công ban thưởng, ông được thưởng 50 lượng vàng và 5 ngàn lượng bạc. Năm thứ 8 (1651), ông chưởng quản sự vụ Hình bộ. Năm thứ 9 (1652), giờ Tuất, ngày 27 tháng 3 (âm lịch), ông qua đời khi mới 24 tuổi. Năm Khang Hi thứ 10 (1671), ông được truy thụy "Cung Huệ" (恭惠).

## Gia quyến

### Thê thiếp
- Đích Phúc tấn: Bác Nhĩ Tế Cát Đặc thị (博爾濟吉特氏), con gái của Công tước Y Đồ Tề Đổng Quả La (伊尔图齐董果罗) của Khoa Nhĩ Thấm.
- Kế Phúc tấn: Tha Tháp Lạp thị (他塔喇氏), con gái của Đầu đẳng Thị vệ Đại Cung (岱恭).
- Trắc Phúc tấn: Trát Nhĩ Cát thị (噶爾扎氏), con gái của Công tước Hỗ Lý Thái (祜里泰). Nguyên là thiếp thất. Năm Khang Hi thứ 55 (1716) được con trai thỉnh truy phong làm Trắc Phúc tấn.
- Thiếp: Lưu thị (劉氏), con gái của Lưu Cửu Vũ (刘久武).

### Con trai
1. Cáp Nhĩ Cáp (哈爾哈, 1644 - 1645), mẹ là Đích Phúc tấn Bác Nhĩ Tế Cát Đặc thị. Chết yểu.
2. Tát Lạt (薩喇, 1649 - 1693), mẹ là Thứ thiếp Lưu thị. Có bốn con trai.
3. Nặc La Bố (諾羅布, 24 tháng 3 năm 1650 - 17 tháng 3 năm 1717), mẹ là Trắc Phúc tấn Trát Nhĩ Cát thị. Từng nhậm chức Đầu đẳng Thị vệ, Đô thống, Nghị chính đại thần, Hữu dực Tiền phong Thống lĩnh, Hàng Châu Tướng quân. Năm 1715 được tập tước Thuận Thừa Quận vương đời thứ 7. Sau khi qua đời được truy thụy "Thuận Thừa Trung Quận vương" (順承忠郡王). Có bảy con trai.
4. Lặc Nhĩ Cẩm (勒爾錦, tiếng Mãn: ᠯᡝᡵᡤᡳᠶᡝᠨ, chuyển tả: Lergiyen, 29 tháng 1 năm 1652 - 7 tháng 9 năm 1706), mẹ là Kế Phúc tấn Tha Tháp Lạp thị. Năm 1652 tập tước Thuận Thừa Quận vương đời thứ 2. Từng chưởng quản Tông Nhân phủ. Năm 1673 nhậm chức "Ninh Nam Tĩnh Khấu Đại tướng quân", thảo phạt Ngô Tam Quế. Năm 1680 vì làm lỡ việc quân cơ mà ông bị cách chức tướng quân, lột bỏ tước vị, do con trai thứ ba của ông là Lặc Nhĩ Bối thừa tập Thuận Thừa Quận vương. Có mười bốn con trai.